# Kobylnice (district de Kutná Hora)
Pour les articles homonymes, voir Kobylnice.
Kobylnice (en allemand : Kobilnitz) est une commune du district de Kutná Hora, dans la région de Bohême-Centrale, en République tchèque. Sa population s'élevait à 202 habitants en 2020.

## Géographie
Kobylnice se trouve à 4 km au sud-est de Týnec nad Labem, à 10 km au nord-est de Kutná Hora et à 69 km à l'est-sud-est de Prague.
La commune est limitée par Záboří nad Labem au sud, à l'ouest et au nord-ouest, par Bernardov au nord et à l'est, et par Svatý Mikuláš au sud-est.

## Histoire
La première mention écrite de la localité date de 1306.

## Transports
Par la route, Kobylnice se trouve à 5,8 km de Týnec nad Labem, à 12,5 km de Kutná Hora et à 86 km de Prague.